# 利迪内
50°59′16″N 34°10′35″E / 50.98778°N 34.17639°E
利迪內（烏克蘭語：Лідине）是位於烏克蘭東北部的鄉村居民點，由蘇梅州蘇梅區的米科拉伊夫卡镇级市镇負責管轄。該鄉距離薩多韋和克莱诺韦1公里，海拔高度173米，2001年人口120。